# 51.
◄ | 1. stoljeće pr. Kr. | 1. stoljeće | 2. stoljeće | ►
◄ | 20-ih | 30-ih | 40-ih | 50-ih | 60-ih | 70-ih | 80-ih | ►
◄◄ | ◄ | 48. | 49. | 50. | 51. | 52. | 53. | 54. | ► | ►►
Astronomija • Književnost • Kršćanstvo

## Rođenja
- 24. listopada – Domicijan, rimski car († 96.)

## Vanjske poveznice
|  | Zajednički poslužitelj ima još gradiva o temi 51. |